# Les Jumeaux (Klinger)
Pour les articles homonymes, voir Jumeau (homonymie).

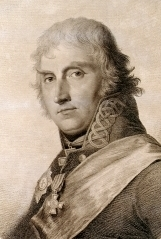
Image de Friedrich Maximilian Klinger

Les Jumeaux est une tragédie en cinq actes de l'auteur allemand Friedrich Maximilian Klinger, publiée en 1775. Son titre original en allemand est Die Zwillinge.
La pièce fut couronnée au concours organisé par Sophie Schröder et son mari, le directeur de théâtre Konrad Ackermann, et préférée au Julius de Tarente (de) de Johann Anton Leisewitz.

## Intrigue
Le héros, Guelfo, violent et passionné, cadet de noble famille, est envahi par une jalousie irrépressible à l'égard de son frère, le "doux, sentimental et rusé" Ferdinand, auquel échoient honneurs, titres et patrimoine. Ne pouvant tolérer son état d'infériorité, il s'estime victime d'une injustice et, comme ni le médecin qui a été présent à leur naissance, ni leur mère ne peuvent dire lequel des deux enfants est né le premier, il se convainc que seul l'arbitraire paternel a décidé de son sort. Sa haine pour son frère s'aiguise d'autant plus que tous deux aiment la jeune Camille, qu'épousera Ferdinand.
Tels sont les antécédents que nous apprenons dans un remarquable dialogue d'exposition, pendant lequel la figure de Guelfo, dans l'âme de qui de brefs élans d'émotion et de tendresse pour sa mère s'unissent à des instincts sataniques, prend tout son relief, notamment grâce à son cousin Grimaldi, dont le caractère est la parfaite antithèse du sien. Grimaldi a aimé Juliette, la sœur des deux jumeaux et, inconsolable, pleure sa mort, sans éprouver de haine ni de rancœur envers Ferdinand qui s'était pourtant opposé à leur mariage.
Le jour des noces de Ferdinand et de Camille, Guelfo tue son frère ; son père, pour venger la mort de ce dernier et pour soustraire Guelfo au scandale, fait lui-même justice en le poignardant.

## Place dans l'histoire du théâtre
Ce drame, dont l'action contenue en vingt-quatre heures est serrée, malgré quelques tirades emphatiques, compte parmi les premières tragédies allemandes de caractère et tend, à l'opposé du classicisme, à approfondir une crise intérieure ; il annonce par là le théâtre allemand du XIXe siècle.